# Voitinel
Voitinel es una comuna ubicada en el distrito de Suceava, Rumania.

## Superficie
Posee una superficie de 24,36 kilómetros cuadrados.

## Demografía
Hasta 2021 la población era de 5429 habitantes, con una densidad de población de 222,9 habitantes por kilómetro cuadrado.